# استات گرانیل
استات گرانیل (به انگلیسی: Geranyl acetate) یک ترکیب شیمیایی با شناسه پاب‌کم ۱۵۴۹۰۲۶ است.